# كينغ ك. روول
كينغ ك. روول (بالإنجليزية: King K. Rool)‏ هو تمساح خيالي مجسم والزعيم الرئيسي في سلسلة دونكي كونغ من نينتندو، بالإضافة إلى العدو اللدود لـ دونكي كونغ. ك. روول هو الزعيم الشرير لمجموعة من مغيري التمساح المعروفين باسم كريملينغز، الذين عبروا طرقًا مع الكونغز في مناسبات عديدة. ظهر لأول مرة في لعبة فيديو دونكي كونغ كانتري (1994) لنظام سوبر نينتندو إنترتينمنت سيستم، وقد وُصف بأنه «لـ دونكي كونغ مثل باوزر لـ ماريو.» تم تصويره على أنه غير مستقر، يتبنى شخصيات وألقاب مختلفة ويستخدم مجموعة متنوعة من الأسلحة لصالحه. ك. روول يشبه التمساح ذو الوزن الزائد مع عين منتفخة مصابة. اسم «ك. روول» هو تلاعب بكلمة «قاسي»، في إشارة إلى طبيعته الحاقدة. بالإضافة إلى ألعاب الفيديو، ظهر في نسخة المانجا من دونكي كونغ كانتري، وسلسلة الرسوم المتحركة دونكي كونغ كانتري، والقصص المصورة والعديد من منتجات نينتندو.
تم توفير صوت ك. روول بواسطة مطور راير السابق Chris Sutherland. يتم التعبير عن ك. روول حاليًا بواسطة ممثل الصوت الياباني Toshihide Tsuchiya، الذي يقدم أيضًا صوت فانكي كونغ.

## الألعاب التي ظهر فيها
- دونكي كونغ كانتري
- دونكي كونج كونتري 2: ديدي كونج كويست
- دونكي كونج كونتري 3: ديكسي كونغز دبل تربلز
- دونكي كونغ لاند
- دونكي كونغ لاند 2
- دونكي كونغ لاند 3
- دونكي كونغ 64
- دونكي كونغا
- دونكي كونغ جنغل بيت
- سوبر سماش برذرز فور نينتندو 3دي إس و وي يو
- سوبر سماش برذرز ألتميت